# 長野県獣医師会
一般社団法人長野県獣医師会（いっぱんしゃだんほうじんながのけんじゅういしかい 英称 Nagano Veterinary Medical Association）は、獣医師を会員とする法人。

## 本部所在地
- 〒380-0936 長野県長野市中御所岡田町30

## 支部
- 佐久支部 - 佐久市瀬戸中庭1111-179　佐久家畜保健衛生所内
- 上小支部 - 上田市材木町1-2-6 上田合同庁舎内
- 諏訪支部 - 諏訪市上川1-1644-10 諏訪保健福祉事務所内
- 上伊那支部 - 伊那市荒井3373-2
- 下伊那支部 - 飯田市追手町2-678　飯田家畜保健衛生所内
- 松筑支部 - 松本市島内西川原6931　松本家畜保健衛生所内
- 安曇野支部 - 大町市大町1058-2　　大町合同庁舎内
- 北安曇支部 - 同上
- 埴科支部 - 千曲市杭瀬下2-1　千曲市役所環境課内
- 須高支部 - 須坂市大字須坂字山崎812-2
- 北信支部 - 中野市三好町1-4-28 長野県農業共済組合北信センター家畜診療所内
- 長野支部 - 長野市若里6-6-1 長野市保健所内

## 業務内容
- 獣医師会員の学術技能向上のための研修会・講習会事業等の実施
- 長野県との動物に関する連携事業
- 疾病している野鳥の保護・救護
- 県内各学校で飼われている動物の飼育指導
- 県内各市町村との動物に関する連携事業
- 狂犬病の予防接種・防止活動